# Алиев, Дулат Каппарович
Алиев, Дулат Каппарович (род. 5 января 1948, аул Акжар Байзакского района Жамбылской области) — казахский художник. Окончил Ленинградский институт живописи, скульптуры и архитектуры (1977). В 1977—1982 годах преподаватель в Алматинском художественном училище, в 1991—1994 годах в республиканском художественном колледже. Известные работы Алиева: «Чаепитие в общежитии» (1969), «Гибель Отрара» (1980), «Кухня» (1981), «Зимний вечер» (1982), «Мать и дитя», «Сограждане» (1983), «Друзья», «На прогулке» (1984), «Рассказ» (1988), «Тайная вечеря» (1990), «Девочка и попугай» (1993) «Триумф жизни» (2002) и другие. За цикл картин, посвященных согражданам, Алиеву присуждена Государственная премия Казахстана (1989).